# Pierre-Emmanuel Barré
Pour les articles homonymes, voir Barré.
Pierre-Emmanuel Barré, né en 1984 à Quimperlé, dans le Finistère (France), est un humoriste français, chroniqueur de radio et de télévision.
Adepte de l'humour noir, il est présent sur scène avec sa comédie Full Metal Molière (2007) et son seul-en-scène Pierre-Emmanuel Barré est un sale con (2011). Entre 2012 et 2017, il a tenu une chronique hebdomadaire sur France Inter dans On va tous y passer puis dans La Bande originale. De 2013 à 2015, il participe à La Nouvelle Édition sur Canal+ avant de rejoindre Folie passagère sur France 2. A l'automne 2024, il rejoint l'équipe de La Dernière, sur Radio Nova.

## Biographie
Pierre-Emmanuel Barré est né en 1984 à Quimperlé, dans le Finistère. Sa mère est psychiatre. Après des études en biologie à Rennes, il quitte l'université pour intégrer le Cours Florent à Paris, en 2002. Il suit les cours pendant trois ans puis enchaîne les pièces telles que Richard III de William Shakespeare, On purge bébé de Georges Feydeau ou TOC et Dépression Très Nerveuse d'Augustin d'Ollone.
En 2007, il écrit son premier seul-en-scène, Sale con, qu'il ne joue que lors d'une vingtaine de représentations,. En 2009, il co-écrit avec Bruno Hausler, rencontré au Cours Florent, la comédie Full Metal Molière. L'histoire de deux acteurs ratés prenant un théâtre en otage pour livrer leur version du Malade imaginaire,. À partir de 2011, il joue son second seul en scène, Pierre-Emmanuel Barré est un sale con. Un spectacle d'humour noir, sans politiquement correct et interdit aux moins de quatorze ans.
À la rentrée 2012, il débute à la radio en tenant une chronique hebdomadaire dans la nouvelle émission de Frédéric Lopez : On va tous y passer sur France Inter,,. À partir de 2014 et jusqu'en avril 2017, il officie dans l'émission qui a succédé à cette dernière : La Bande originale de Nagui,,.
Il est repéré à la radio par la femme du rédacteur en chef de l'émission télévisée La Nouvelle Édition présentée par Ali Baddou sur Canal+. Ainsi, de septembre 2013 à juin 2015, il y tient une chronique quotidienne, L'Instant Barré, puis hebdomadaire, La Semaine Barré,. À partir de novembre 2015, il apparaît dans la nouvelle émission Folie passagère de Frédéric Lopez sur France 2.
En mars 2015, il commence à faire une série de sketches avec son acolyte Bruno Hausler sous le titre La fabuleuse histoire du monde racontée aux fils de putes, diffusée sur la chaîne YouTube « Dafouk »,.
Le 26 avril 2017, dans l'entre-deux-tours de l'élection présidentielle de 2017 qui oppose Emmanuel Macron à Marine Le Pen, s'estimant censuré, il démissionne de France Inter quand sa chronique défendant le point de vue des abstentionnistes est, dans un premier temps, refusée,, bien que Nagui, Charline Vanhoenacker, Alex Vizorek et Guillaume Meurice indiquent que France Inter a dans un second temps proposé à l'humoriste de faire sa chronique, inchangée,,.
En couple avec la chanteuse GiedRé, ils vivent dans les Cévennes avec leurs deux fils.
Pendant la période de confinement de 2020 en France, il réalise un Journal du confinement avec une vidéo par jour, tournée dans les Cévennes, avec GiedRé et son chien Miskine. La série est un succès avec en moyenne plus d’un million de vues par vidéo,.
En 2022, lors de l'élection présidentielle, il réalise un Journal de Campagne posté les mardi et vendredi sur Instagram, Youtube, et Facebook. La série, qui est un compte à rebours avant l'élection du nouveau président durant 5 mois a commencé le 30 novembre 2021.
Fin janvier 2023, Pierre-Emmanuel Barré quitte, après trois chroniques, l'émission C l'hebdo sur France 5 dans laquelle il avait été engagé par le présentateur Ali Badou, s’estimant censuré dans une chronique sur Brigitte Macron. Sa chronique précédente sur Cyril Hanouna avait provoqué une vive réaction de ce dernier et des critiques de la chaîne et de la production de l'émission. Vu, le zapping diffusé sur France 5, dans lequel sa chronique était largement reprise, n'est exceptionnellement pas passé le lundi suivant,,.
En 2024 il rejoint la troupe de Guillaume Meurice dans l'émission La Dernière sur Radio Nova. Il y tient deux chroniques : La Chronique de Pierre-Emmanuel Barré et Les questions des auditeur.ices, où il répond aux questions des habitants du village fictif de Saint-Roustan. Il reçoit en 2025 le prix de la meilleure chronique lors de la première cérémonie des Auguste de l'humour, un prix amplement mérité selon Télérama. Pendant la cérémonie, fidèle à son style provocateur, il interpelle Xavier Bertrand, président du Conseil régional des Hauts de France, présent dans la salle, en déclarant «Xavier Bertrand ce n’est pas que de l’humour, c’est aussi du courage. Il a approuvé un budget 2025 prévoyant 50 millions d’euros de coupe sur la culture et il vient derrière assister à une cérémonie artistique !»

## Style et orientation politique
Pierre-Emmanuel Barré se définit comme apolitique penchant à gauche et « anti-système ». Il déclare dans une interview au journal Le Monde : 

« Je n’aime pas le principe du président. Si on votait pour des idées et un programme, cela m’irait très bien. Avoir un chef qui veut être le chef, c'est dangereux. Mais on nous fait croire qu’on ne peut pas changer de paradigme. La télé travaille à rendre les gens un peu plus cons. »

Il est abstentionniste.
Selon Le Monde qui le décrit comme « un anarchiste de l'humour », « son absence totale de finesse joue un rôle cathartique sur les spectateurs qui rient de ses horreurs avec des « oh ! » libérateurs. » « Jugeant le monde vulgaire, Pierre-Emmanuel Barré a décidé d’être grossier » et ses textes, avec un humour provocateur, abordent des sujets d'actualité politiques, géopolitiques et sociétaux. Le Monde y voit « une dose de Coluche et de Jean Yanne », lui-même étant fan de Didier Super et de La Conjuration des imbéciles de John Kennedy Toole.

## Résumé de carrière

### Spectacles
- 2007 : Sale con (one-man-show)
- 2009 : Full Metal Molière coécrit avec Bruno Hassler
- 2011 : Pierre-Emmanuel Barré est un sale con (one-man-show)
- 2017- 2019  : Nouveau spectacle (one-man-show)
- 2020- 2023 : Pfff... (one-man-show) - Tournée annulée dans plusieurs villes du fait de l'épidémie de COVID-19.
- 2025 : Come-Back coécrit avec Arsen

### Filmographie
- 2010 : Je ne suis pas seule d'Olivier Soyaux : le producteur
- 2016 : Uchronia de Christophe Goffette : Irondick Steve
- 2023 : En place de Jean-Pascal Zadi et François Uzan : Fred Cognard

### Radio
- 2012-2014 : Chroniqueur dans On va tous y passer sur France Inter
- 2014-2017 : Chroniqueur dans La Bande originale sur France Inter
- 2024-Présent: Chroniqueur dans La dernière sur Radio Nova

### Télévision
- 2013-2015 : Chroniqueur dans La Nouvelle Édition sur Canal+
- 2015-2016 : Chroniqueur dans Folie passagère sur France 2
- 2023 : Chroniqueur dans C l'hebdo sur France 5 pour  trois émissions

### Internet
- Depuis 2015 : Dafouk, sketchs sur YouTube
- 2020 : Journal de confinement, quotidien sur YouTube et Facebook, 58 épisodes[31]
- 2021-2022 : Journal de campagne, deux vidéos par semaine sur Instagram, YouTube et Facebook, 42 épisodes[22]

### Conférences
- 13 septembre 2016 : conférence TEDx sous forme de sketch sur la thématique « Le nouvel âge dort ? »[32]

### Essai
- 12 janvier 2022 : En route ! Mon projet pour sauver la France, avec Arsen, aux éditions Marabout

## Distinctions
- Auguste 2025 : Prix du chroniqueur d'Humour de l'année